# (500575) 2012 UK79
(500575) 2012 UK79 es un asteroide perteneciente al cinturón de asteroides descubierto el 6 de octubre de 2012 por el equipo del Spacewatch desde el Observatorio Nacional de Kitt Peak, Arizona, Estados Unidos.

## Designación y nombre
Designado provisionalmente como 2012 UK79.

## Características orbitales
2012 UK79 está situado a una distancia media del Sol de 3,129 ua, pudiendo alejarse hasta 3,342 ua y acercarse hasta 2,916 ua. Su excentricidad es 0,068 y la inclinación orbital 9,896 grados. Emplea 2022,11 días en completar una órbita alrededor del Sol.

## Características físicas
La magnitud absoluta de 2012 UK79 es 16,1. 